# Oligosarcus planaltinae
Oligosarcus planaltinae är en fiskart som beskrevs av Menezes och Géry, 1983. Oligosarcus planaltinae ingår i släktet Oligosarcus och familjen Characidae. Inga underarter finns listade i Catalogue of Life.